# Qusta ibn Luqa
Qusta ibn Luqa, també conegut com a Costa ben Luca o Constabulus (Baalbek, Califat Abbàssida, 820 – Armènia, 912) va ser un metge, filòsof, astrònom, matemàtic i traductor cristià melquita sirià durant l'edat d'or de l'islam. Nascut a Síria, era cristià de l'Església catòlica melquita, i coneixia tant el grec, la seva llengua materna, com l'àrab, i també el siríac
Qusta ibn Luqa és, amb Hunayn ibn Ishaq, una de les figures clau de la transmissió del coneixement grec des de l'edat antiga al món àrab-musulmà. Fou un home versat en religió, filosofia, lògica, aritmètica, àlgebra, geometria, astronomia, i especialment en medicina, art que va aprendre de la lectura directa dels textos dels grans metges grecs al llarg de diversos viatges realitzats a territoris romans d'Orient, on va adquirir nombrosos llibres en grec que després va traduir. Però a més de la seva important obra com a traductor Costa ben Luca va ser un metge de reconegudíssim prestigi, sent autor de més de seixanta obres mèdiques i científiques, incloent-hi treballs sobre lògica i política. De les seves moltes obres només han arribat fins a l'actualitat unes poques en àrab i altres en la seva versió llatina, com és el cas del De Phisicis Ligaturis. Després de traslladar-se a Bagdad per dedicar-se a la traducció, fou patrocinat per tres califes: al-Mustaín (862-866), al-Mútamid (870-892) i al-Múqtadir (908-932). Al final de la seva vida, convidat per un noble armeni anomenat Sanharib, va anar a la cort de Simbaci I el Màrtir rei d'Armènia, país on va morir i fou enterrat.